# Echinacea
Echinacea là một chi thực vật có hoa trong họ Cúc (Asteraceae).

## Loài
Chi Echinacea gồm các loài: